# La Morte vivante
Pour plus de détails, voir Fiche technique et Distribution.
La Morte vivante est un film français réalisé par Jean Rollin, sorti en 1982.

## Synopsis
Trois hommes viennent dans un château inhabité, afin de se débarrasser de futs de déchets toxiques, deux d'entre eux particulièrement curieux se dispersent dans la crypte du château où se trouvent deux cercueils dans le but de dérober des bijoux les poussent à ouvrir les tombeaux. C'est alors que l'un des corps se réveille, celui de Catherine Valmont, cette dernière tue les deux hommes un peu trop curieux par soif de sang frais. La morte vivante va et vient dans le château et ses alentours afin d’apaiser sa soif. Son amie d'enfance la rejoint, les souvenirs réapparaissent progressivement, c'est alors qu'elle se rend compte de son macabre état.

## Fiche technique
- Titre : La Morte vivante
- Réalisation : Jean Rollin
- Scénario : Jacques Ralf et Jean Rollin
- Producteur : Sam Selsky
- Musique : Philippe d'Aram
- Photographie : Max Monteillet
- Montage : Janette Kronegger
- Pays d'origine :  France
- Format : Couleurs - 1,66:1
- Genre : horreur, érotique
- Durée : 85 minutes
- Date de sortie : 1982

## Distribution
- Françoise Blanchard : Catherine Valmont, la morte vivante
- Marina Pierro : Hélène , la sœur de Catherine
- Mike Marshall : Greg, l’américain
- Carina Barone :  Barbara Simon, la compagne de l’américain
- Jean-Pierre Bouyxou : un cambrioleur
- Fanny Magier : La femme élégante en voiture
- Patricia Besnard Rousseau : la fille de l'agence immobilière
- Veronique Pinson : une victime piégée par Hélène
- Jacques Marbeuf : le présentateur pendant le bal